# Poststelle (Postamt)
Als Poststellen wurden Einrichtungen bezeichnet, die den Post- und Fernmeldedienst in kleineren Orten oder in Wohngegenden wahrnahmen, deren Postverkehr nicht die Einrichtung eines Zweigpostamts oder einer Stelle mit der Annahmebefugnis eines Postamts rechtfertigten.

## Geschichte
Bei der Deutschen Reichspost wurden Poststellen (PSt) im innerdienstlichen Verkehr mit dem Zusatz I und II unterschieden. Sie waren für den Post- und Fernmeldedienst in kleinen Orten zuständig. In größeren Orten bestanden PSt II Stadt.

### PSt I
Poststellen I waren einem Abrechnungspostamt (AbrPA) unterstellt. Sie hatten im Allgemeinen die gleichen Annahmebefugnisse wie Postämter; sie erhielten Bestände an Postwertzeichen, Invalidenversicherungsmarken und Formblätter je nach Bedarf und dem danach festgesetzten Regelbestand. Sie rechneten monatlich mit dem AbrPA ab. Für die Dienstabwicklung und die Kassenführung galt die „Dienstanweisung für ZwPÄ M und PSt I“. Die Inhaber führten die Amtsbezeichnung Posthalter (PH). Sie waren „Beamte im Nebenamt auf Widerruf“.

### PSt II Land
PSt II Land wurden in Orten an Landkraftpostlinien und Kraftpostlinien, vereinzelt an Eisenbahnstrecken, eingerichtet und einem Leitpostamt zugeteilt. Bestimmte Dienststunden wurden nicht festgesetzt. Die PSt II musste aber vor und nach Ankunft der Post eine angemessene Zeit geöffnet sein. PSt II führten, wenn sie durch ein Leitpostamt (LPA) versorgt wurden, als amtliche Bezeichnung neben ihrem Namen den Namen ihres Leitpostamtes mit dem voranstehenden Zusatz „über“ (beispielsweise „Aach über Oberstaufen“). Die übrigen PSt II erhielten einen anderen Zusatz, durch den ihre Lage gekennzeichnet wurde. Mit dem LPA rechneten die PSt II täglich ab. Die PSt II gaben Wertzeichen und Formblätter ab. Ihnen oblag die Annahme von Sendungen aller Art, von Zeitungsbestellungen, die Briefkastenleerung, die Absendung der eingelieferten Postsendungen, die Zustellung der eingegangenen Sendungen im Ort und in dem der PSt zugeteilten Landzustellbereich, die Aushändigung von Sendungen an Abholer, die Erhebung von Wechselprotesten, die Auszahlung von Renten, die Einziehung von Rundfunkgebühren, die Annahme von Fernsprechgebühren, die Aufnahme und Zustellung von Telegrammen, die Bedienung der öffentlichen Sprechzelle und die Verrechnung der für die Postkasse erhobenen Beträge. PSt II Land nahmen ferner Anträge auf Teilnahme am Postsparkassendienst und Einlagen entgegen und leisteten Rückzahlungen. Sie führten Gummistempel mit ihrer amtlichen Bezeichnung, die jedoch nicht zum Entwerten von Postwertzeichen benutzt werden durften. Zum Bezug von Wertzeichen erhielten sie vom LPA einen (eisernen) Barvorschuss. Für die Dienstabwicklung galt die „Dienstanweisung für PSt II Land“. Der Posthalter hatte in der Regel den Dienst selbst zu versehen. Er konnte sich aber unter eigener Verantwortlichkeit durch geeignete Personen vertreten lassen, die von LPA als Vertreter zugelassen waren.

### PSt II Stadt
PSt II Stadt wurden hauptsächlich in reinen Wohngegenden, deren Postverkehr nicht die Einrichtung eines Zweigpostamts oder einer PSt I rechtfertigten, eingerichtet. Es gab PSt II Stadt mit vollen oder beschränkten Annahmebefugnissen. Die PSt II Stadt mit vollen Annahmebefugnissen gaben Wertzeichen und Formblätter der gangbarsten Sorten, ferner Postsparkarten ab; sie nahmen gewöhnliche und eingeschriebene Briefsendungen und Päckchen, auch Eilbrief-, Rückschein- und Nachnahmesendungen an, ferner gewöhnliche Inlandspakete und Postgüter, unversiegelte Wertpakete und Wertpostgüter, Postanweisungen und Zahlkarten. Nach Bedarf besorgten sie die Annahme und die Rückzahlung von Einlagen im Postsparkassendienst. PSt II Stadt mit beschränkten Annahmebefugnissen beschränkten sich auf die Abgabe von Wertzeichen und Formblättern der gangbarsten Sorten, ferner von Postsparkarten sowie auf die Annahme von gewöhnlichen und eingeschriebenen Briefsendungen und Päckchen, auch der Eilbrief-, Rückschein- und Nachnahmesendungen. Wenn Bedarf vorlag und die Räumlichkeiten es zuließen, konnten gewöhnliche Inlandspakete und Postgüter angenommen werden, aber keine Annahme von Massensendungen. Den PSt II Stadt stand ein eiserner Bestand an Wertzeichen und sonstigen Scheinen zur Verfügung. Einschreibsendungen, Pakete und Postgüter waren bei der PSt mit Nummerzettel, die den Namen der PSt als Einlieferungsort trugen zu bekleben. PSt II Stadt führten keinen Tagesstempel.